# Aleksander Wasilewski (epidemiolog)

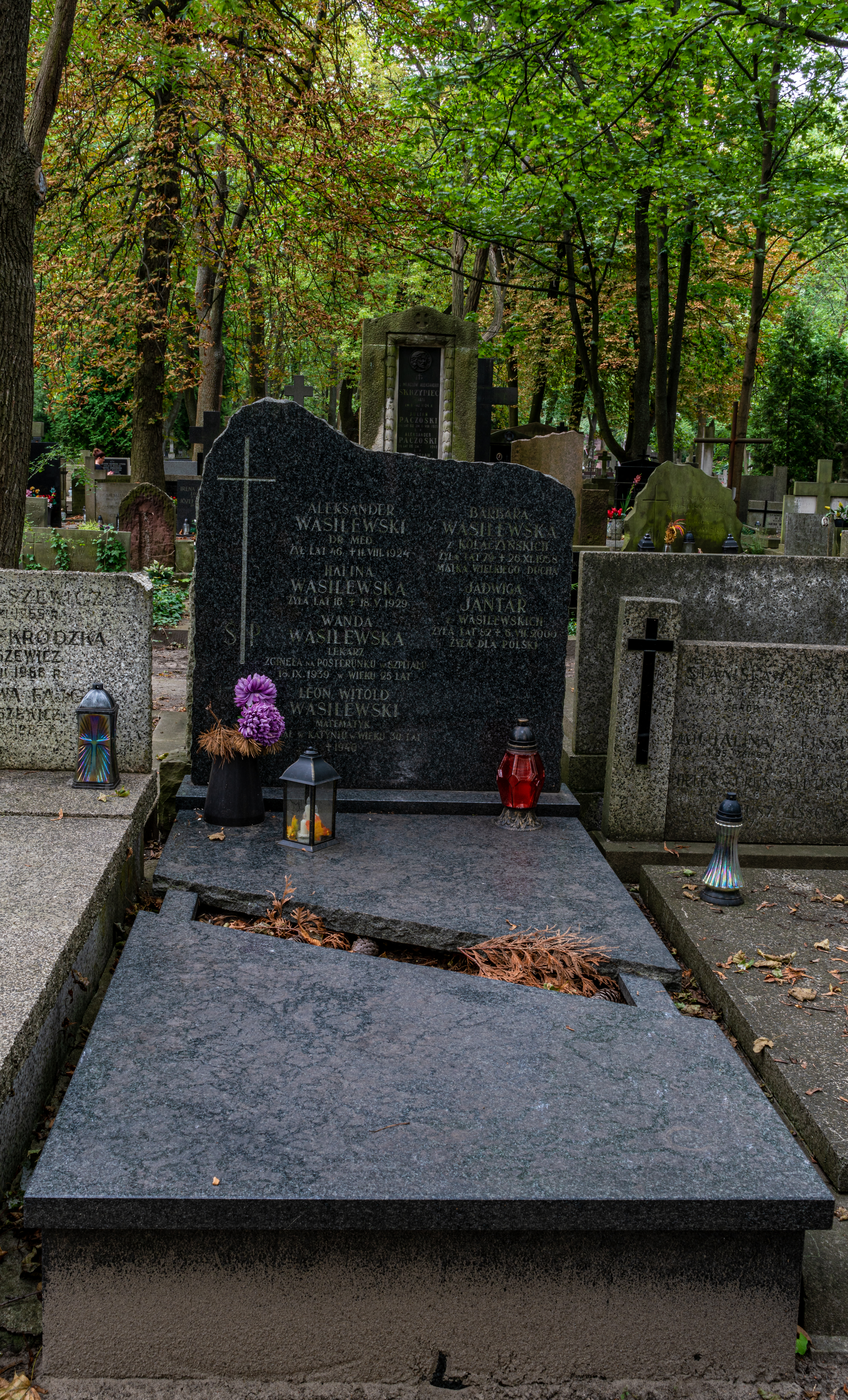
Grób epidemiologa Aleksandra Wasilewskiego na cmentarzu Powązkowskim

Aleksander Wasilewski (ur. 1 marca 1878 w Chrapanówce (majątek w powiecie iłłuksztańskim, zm. 11 sierpnia 1924 w Warszawie) – polski lekarz, bakteriolog oraz epidemiolog, brał udział w badaniu oraz zwalczaniu epidemii dżumy w Kraju Zabajkalskim, autor wielu prac naukowych.

## Życiorys
Gimnazjum rozpoczął w Petersburgu, w którym naukę musiał przerwać z powodu braku środków materialnych. Następnie podczas pobytu w Dyneburgu brał udział w tajnym nauczaniu, został aresztowany i osadzony w więzieniu. Po odzyskaniu wolności podjął pracę również w tajnym nauczaniu Witebsku (1901–1905). Maturę zdał w Iłaćmie (gubernia tambowska) w 1905 roku, po otrzymaniu urzędowego „Zaświadczenia Lojalności”.
Studiował w Uniwersytecie Moskiewskim (1905–1911) na wydziale lekarskim. Po jego ukończeniu odbył sześciomiesięczny staż w Instytucie Bakteriologicznym im. Gieorgija Gabryczewskiego. Następnie w latach 1911–1914, odbył obowiązkową wojskową służbę medyczną początkowo w pracowni bakteriologicznej Szpitala Ujazdowskiego w Warszawie, następnie od 1913 roku został prosektorem w Okręgowym Moskiewskim Szpitalu Psychiatrycznym. Po zakończeniu służby wojskowej rozpoczął pracę w stacji pasteurowskiej w Mińsku. W 1914 roku otrzymał przeniesienie do Czyty na stanowisko zastępcy kierownika laboratorium bakteriologicznego, przy Stacji Antydżumowej na Syberii. Po częściowym zniszczeniu stacji, i śmierci poprzedniego kierownika po wybuchu rewolucji październikowej, w 1917 został jej kierownikiem. W tym samym okresie został zmobilizowany po wybuchu I wojny światowej i pracował w szpitalu wojskowym i Stacji Antydżumowej, aż do 1920 roku.
W 1918 roku wstąpił do 5 Dywizji Strzelców Polskich, jako lekarz w pociągu wojskowym nr 9. Po rozbiciu dywizji pod stacją kolejową Klukwiennaja (7 stycznia 1920), wraz z częścią żołnierzy przedarł się do Harbina w Mandżuri. W Harbinie pod auspicjami założył stację pasteurowską z sześcioma działami naukowymi, działał w Polskim Czerwonym Krzyżu oraz prowadził praktykę lekarską. Przed wyjazdem do Polski w marcu 1921, przygotował szczepionki dla Warszawy, które zabrał z sobą.
W Polsce rozpoczął pracę w Miejskim Instytucie Higieny w Warszawie jako kierownik pracowni bakteriologicznej (1921). W kolejnych latach prowadził badania nad występowaniem zarodźca malarii w okolicach Warszawy. W 1923 roku otrzymał obywatelstwo polskie oraz doktorat za całokształt działalności naukowej w Uniwersytecie Poznańskim.
Zmarł w 11 sierpnia 1924 roku w Warszawie na stanowisku pracy, w wyniku krwawienia w przebiegu choroby wrzodowej i został pochowany na cmentarzu Powązkowskim w Warszawie (kwatera 99, rząd 2, miejsce 6).
Po jego śmierci powstał „Komitet w celu uczczenia śp. dr. med. Aleksandra Wasilewskiego”, który w pierwszym okresie zajął się opieką nad jego rodziną, a następnie przygotowaniem wydania prac Aleksandra Wasilewskiego, pozostawionych przez niego w rękopisie. Zbiór prac pod redakcją prof. Roman Nitscha (z wyjątkiem trzech) wydano w streszczeniu.

## Życie prywatne
Syn Ludwika Wasilewskiego i Józefy z domu Pieślak, w wieku 8 lat został sierotą. Żonaty (1908) z Barbarą Kołaczyńską (zm. 1958), miał czworo dzieci. Syn Leon Witold (1910–1940), podporucznik WP, student matematyki, ofiara zbrodni katyńskiej, córka Halina (1911–1929), córka Wanda Maria (1913–1939), lekarz, ciężko ranna podczas wojny obronnej Polski, zmarła w szpitalu, córka Jadwiga Jantar (1918–2000), fizyk, nauczyciel w IV Liceum Ogólnokształcące im. Adama Mickiewicza, działaczka NSZZ „Solidarność”.

## Publikacje
Autor ponad 68 publikacji:
- Endemiczne siedliska dżumy w kraju Zabajkalskim,
- Bobaki a dżuma w Kraju Zabajkalskim,
- O zimmnicy na Kresach Wschodnich (referat wygłoszony na II zjeździe lekarzy i działaczy sanitarnych miejskich w Łucku w 1924 roku),
- Z życia komarów w związku z malarją w Polsce[16]